# Campodorus incidens
Campodorus incidens är en brokparasitstekel som beskrevs 1894 av den svenska entomologen Carl Gustaf Thomson. Arten ingår i släktet Campodorus och familjen Ichneumonidae. Inga underarter finns listade.
Arten förekommer i Palearktis, däribland Skandinavien, Storbritannien och Västeuropa.